# Золтан Керекі
Золтан Керекі (угор. Zoltán Kereki, нар. 13 липня 1953, Кесег) — угорський футболіст, що грав на позиції захисника. Футболіст року в Угорщині (1976).
Виступав, зокрема, за клуби «Галадаш» та «Залаегерсег», а також національну збірну Угорщини.

## Клубна кар'єра
У дорослому футболі дебютував 1971 року виступами за команду «Керменді», в якій провів два сезони у нижчих лігах. Своєю грою за цю команду привернув увагу представників тренерського штабу клубу «Галадаш», до складу якого приєднався 1973 року. Відіграв за клуб із Сомбатгея наступні шість сезонів своєї ігрової кар'єри. У сезоні 1974/75 він дійшов з командою до фіналу Кубка Угорщини, який «Галадаш» програв «Уйпешту» (2:3). У 1976 році він був визнаний футболістом року в Угорщині.
1979 року став гравцем клубу «Залаегерсег», у складі якого провів наступні п'ять років своєї кар'єри гравця. Більшість часу, проведеного у складі «Залаегерсега», був основним гравцем захисту команди.
Завершив ігрову кар'єру у австрійській команді «Ваккер» (Інсбрук), за яку виступав протягом 1984—1986 років.

## Виступи за збірну
30 квітня 1976 року дебютував в офіційних матчах у складі національної збірної Угорщини в товариському матчі зі Швейцарією (1:0).
У складі збірної був учасником чемпіонату світу 1978 року в Аргентині, на якому у статусі капітана команди зіграв у всіх трьох матчах проти Аргентини (1:2), Італії (1:3) та Франції (1:3), але Угорщина не подолала груповий етап.
Загалом протягом кар'єри у національній команді, яка тривала 5 років, провів у її формі 37 матчів, забивши 7 голів.